# Monnaie de Volaterrae

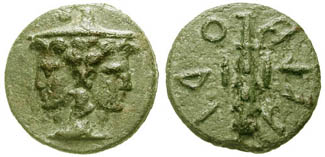
Æ Aes Grave Dupondius (257 g). -230/-220 Volaterrae (de nos jours Volterra)

La monnaie de Volaterrae  est constituée de  trois séries que la  ville étrusque de Velathri (Volaterrae pour les Romains correspond à la ville actuelle de Volterra) a émises et produites avec la technique de la monnaie coulée (aes grave).

## Description
Toutes les séries comportent le nom de VELATHRI en alphabet étrusque (écrit alors de droite vers la gauche).
Thurlow les date de la période -230/220 av. J.-C. tandis que Rutter les date globalement du IIIe siècle av. J.-C.

## Les séries
Dans les trois séries une tête de jeune homme imberbe semblable à Janus est représentée sur le côté face la tête recouverte du pétase, un couvre-chef. Les dénominations ci-dessous sont conventionnelles et correspondent aux appellations  des monnaies romaines.
| Valeur    | signe |
| --------- | ----- |
| Dupondius | II    |
| As        | I     |
| Semis     |       |
| Triens    | ○○○○  |
| Quadrans  | ○○○   |
| Sesterce  | ○○    |
| Once      | ○     |

Toutes les séries comportent l'indication de la valeur côté pile : II pour le Dupondius, I pour l'as et pour les fractions de l'as un numéro de globules correspondant à l'once, jusqu'à l'once qui est indiquée par un unique globule. Le semis, qui dans les monnaies des populations italiques et de Rome est indiquée par la lettre S ici est indiqué par un C retourné () ou un croissant.
Dans une première série dite del valore (de la valeur), sur le revers est reporté uniquement la valeur de la monnaie : 
La seconde série dite della clava. Sur le revers le nom de la ville est écrit autour d'une massue.
La troisième série,del delfino (du dauphin), présente une reproduction de cet animal sur le revers.
La série del valore possède tous les pièces du dupondius jusqu'à l'once. La pointe du petasus (chapeau) est peu prononcée. Les deux faces de la tête à deux fronts présentent une forte asymétrie.
La série della clava (de la massue) comporte aussi les pièces depuis le dupondius jusqu'à l'once. La tête sur le côté droit est de meilleure qualité que celle de la série précédente. Les valeurs sur le revers sont disposées sur le côté de la massue. La pointe du chapeau est plus accentuée que celle de la série précédente.
La série del delfino (du dauphin) propose seulement le dupondius, l'as et le semis. Le chapeau possède une pointe encore plus accentuée.

## Les découvertes
Les monnaies ont été découvertes dans la zone des environs de Volterra, de Cecina à Sienne. Les monnaies de la première série ont été retrouvées aussi avec celles de la seconde et aussi celles de la seconde avec celle de la troisième série. Il n'y a pas d'indication concernent les trouvailles simultanées des monnaies de la première et troisième série ce qui pourrait indiquer une certaine chronologie ou peut être des trouvailles moindres.

#### Textes
- N. K. Rutter, Historia Nummorum,Italy,2001,British Museum Press, Londres  (ISBN 071411801-X)
- Arthur Sambon, Les Monnaies antiques d'Italie. Paris. 1903  (ISBN 9788827101070)
- R. David, Greek coins and their values,vol. 1, Londres,1980  (ISBN 0900652462) (OCLC 5342452)
- Thurlow-Vecchi (1979). Italian Cast Coinage, Italian Aes Grave de Bradbury K. Thurlow et Italian Aes Rude,Signatum and the Aes Grave of Sicily de Italo G. Vecchi, imprimés ensemble par  V.C. Vecchi & Sons  (ISBN 0-9506836-0-4)

#### Collections
- Sylloge Nummorum Graecorum :
  - American Numismatic Society: The Collection of the American Numismatic Society,New York
  - Danish National Museum: The Royal Collection of Coins and Medals, Copenhagen
  - British collections:

## Sources
- (it) Cet article est partiellement ou en totalité issu de l’article de Wikipédia en italien intitulé « Monetazione di Volaterrae » (voir la liste des auteurs).